# Burakówka
Burakówka (ukr. Буряківка, Buriakiwka) – wieś na Ukrainie w rejonie czortkowskim należącym do obwodu tarnopolskiego.

## Historia
5 listopada 1682 Jan Aleksander Koniecpolski, starosta baliński poświadczył Ormiańczykowi Bogdanowi Spendowskiemu (pierwotnie Szeferowicz Astwadzadur), wójtowi jazłowieckiemu, sumę 3060 złp. złożoną niegdyś u Stanisława Koniecpolskiego i ulokowaną na wsi Burakowce, przenosząc ją na część wsi Jasionow. 
W II Rzeczypospolitej wieś w powiecie zaleszczyckim województwa tarnopolskiego. W latach 1943–1945 działała tutaj silna polska samoobrona, niemniej jednak nacjonaliści ukraińscy z OUN-UPA zamordowali w pobliżu wsi i na drogach 12 Polaków.